# Abutilon sandwicense
Abutilon sandwicense, thường được biết đến với tên the Greenflower Indian Mallow, là một loài thực vật có hoa thuộc họ cẩm quỳ, Malvaceae, là loài đặc hữu của hòn đảo Oʻahu, Hawaii, ở Hoa Kỳ. It inhabits dry forests on the slopes of the Waiʻanae Range at elevations of 400–600 m (1.300–2.000 ft). Associated plants include lama (Diospyros sandwicensis), ēlama (D. hillebrandii), māmaki (Pipturus albidus), kalia (Elaeocarpus bifidus), āulu (Sapindus oahuensis), olopua (Nestegis sandwicensis), và alaheʻe (Psydrax odorata). Greenflower Indian Mallow là một shrub, reaching a height of 1,5–3 m (4,9–9,8 ft). Nó bị đe dọa do mất môi trường sống.